# Martin Hollstein
Martin Hollstein, född den 2 april 1987 i Neubrandenburg, Tyskland, är en tysk kanotist.
Han tog OS-guld i K-2 1000 meter i samband med de olympiska kanottävlingarna 2008 i Peking.
Han tog OS-brons på samma distans i samband med de olympiska kanottävlingarna 2012 i London.